# ناحیه ضوران آنس
ناحیهٔ ضوران آنس (به عربی: مدیریة ضوران آنس) یک ناحیه در یمن است که در استان ذمار واقع شده‌است. ناحیهٔ ضوران آنس ۱۲۱٬۵۵۳ نفر جمعیت دارد.